# Europaspiele 2019/Badminton (Dameneinzel)
Bei den Europaspielen 2019 in Minsk, Belarus, wurden vom 24. bis 30. Juni 2019 insgesamt fünf Wettbewerbe im Badminton ausgetragen. Folgend die Ergebnisse im Dameneinzel.

## Setzliste
1. Line Kjærsfeldt (Bronze)
2. Mia Blichfeldt (Gold)
3. Kirsty Gilmour (Silber)
4. Evgeniya Kosetskaya (Bronze)
5. Yvonne Li (Viertelfinale)
6. Beatriz Corrales (Gruppenphase)
7. Neslihan Yiğit (Viertelfinale)
8. Chloe Birch (Viertelfinale)

## Resultate

### Gruppenphase

#### Gruppe A
| Platz | Team               | Pld | W | L | MF | MA | MD | GF | GA | GD | PF  | PA  | PD  | Pts | Qualifikation |
| ----- | ------------------ | --- | - | - | -- | -- | -- | -- | -- | -- | --- | --- | --- | --- | ------------- |
| 1     | Line Kjærsfeldt    | 3   | 3 | 0 | 0  | 0  | 0  | 6  | 0  | +6 | 126 | 63  | +63 | 3   | Q             |
| 2     | Ksenia Polikarpova | 3   | 2 | 1 | 0  | 0  | 0  | 4  | 2  | +2 | 114 | 84  | +30 | 2   | Q             |
| 3     | Lilit Poghosyan    | 3   | 1 | 2 | 0  | 0  | 0  | 2  | 4  | −2 | 73  | 120 | −47 | 1   |               |
| 4     | Vlada Ginga        | 3   | 0 | 3 | 0  | 0  | 0  | 0  | 6  | −6 | 82  | 128 | −46 | 0   |               |

| Datum          |                    | Ergebnis |                    | 1. Satz | 2. Satz | 3. Satz |
| -------------- | ------------------ | -------- | ------------------ | ------- | ------- | ------- |
| 24. Juni 19:10 | Line Kjærsfeldt    | 2–0      | Vlada Ginga        | 21–10   | 21–8    |         |
| 24. Juni 19:50 | Ksenia Polikarpova | 2–0      | Lilit Poghosyan    | 21–8    | 21–6    |         |
| 25. Juni 21:00 | Line Kjærsfeldt    | 2–0      | Ksenia Polikarpova | 21–13   | 21–17   |         |
| 25. Juni 21:10 | Vlada Ginga        | 0–2      | Lilit Poghosyan    | 15–21   | 21–23   |         |
| 26. Juni 15:00 | Vlada Ginga        | 0–2      | Ksenia Polikarpova | 11–21   | 17–21   |         |
| 26. Juni 16:20 | Line Kjærsfeldt    | 2–0      | Lilit Poghosyan    | 21–12   | 21–3    |         |

#### Gruppe B
| Platz | Team              | Pld | W | L | MF | MA | MD | GF | GA | GD | PF  | PA  | PD  | Pts | Qualifikation |
| ----- | ----------------- | --- | - | - | -- | -- | -- | -- | -- | -- | --- | --- | --- | --- | ------------- |
| 1     | Mia Blichfeldt    | 3   | 3 | 0 | 0  | 0  | 0  | 6  | 0  | +6 | 126 | 64  | +62 | 3   | Q             |
| 2     | Martina Repiská   | 3   | 2 | 1 | 0  | 0  | 0  | 4  | 2  | +2 | 106 | 103 | +3  | 2   | Q             |
| 3     | Kateřina Tomalová | 3   | 1 | 2 | 0  | 0  | 0  | 2  | 4  | −2 | 97  | 105 | −8  | 1   |               |
| 4     | Ieva Pope         | 3   | 0 | 3 | 0  | 0  | 0  | 0  | 6  | −6 | 59  | 126 | −67 | 0   |               |

| Datum          |                   | Ergebnis |                   | 1. Satz | 2. Satz | 3. Satz |
| -------------- | ----------------- | -------- | ----------------- | ------- | ------- | ------- |
| 24. Juni 20:30 | Mia Blichfeldt    | 2–0      | Kateřina Tomalová | 21–11   | 21–12   |         |
| 24. Juni 21:10 | Martina Repiská   | 2–0      | Ieva Pope         | 21–15   | 21–14   |         |
| 25. Juni 11:40 | Kateřina Tomalová | 2–0      | Ieva Pope         | 21–15   | 21–6    |         |
| 25. Juni 15:10 | Mia Blichfeldt    | 2–0      | Martina Repiská   | 21–11   | 21–11   |         |
| 26. Juni 09:00 | Kateřina Tomalová | 0–2      | Martina Repiská   | 14–21   | 18–21   |         |
| 26. Juni 10:20 | Mia Blichfeldt    | 2–0      | Ieva Pope         | 21–5    | 21–14   |         |

#### Gruppe C
| Platz | Team               | Pld | W | L | MF | MA | MD | GF | GA | GD | PF  | PA  | PD  | Pts | Qualifikation |
| ----- | ------------------ | --- | - | - | -- | -- | -- | -- | -- | -- | --- | --- | --- | --- | ------------- |
| 1     | Kirsty Gilmour     | 3   | 3 | 0 | 0  | 0  | 0  | 6  | 0  | +6 | 126 | 65  | +61 | 3   | Q             |
| 2     | Marie Batomene     | 3   | 2 | 1 | 0  | 0  | 0  | 4  | 2  | +2 | 106 | 91  | +15 | 2   | Q             |
| 3     | Vytautė Fomkinaitė | 3   | 1 | 2 | 0  | 0  | 0  | 2  | 4  | −2 | 95  | 107 | −12 | 1   |               |
| 4     | Elisa Wiborg       | 3   | 0 | 3 | 0  | 0  | 0  | 0  | 6  | −6 | 62  | 126 | −64 | 0   |               |

| Datum          |                    | Ergebnis |                    | 1. Satz | 2. Satz | 3. Satz |
| -------------- | ------------------ | -------- | ------------------ | ------- | ------- | ------- |
| 24. Juni 10:20 | Vytautė Fomkinaitė | 0–2      | Marie Batomene     | 12–21   | 16–21   |         |
| 24. Juni 12:20 | Kirsty Gilmour     | 2–0      | Elisa Wiborg       | 21–5    | 21–13   |         |
| 25. Juni 13:40 | Elisa Wiborg       | 0–2      | Marie Batomene     | 12–21   | 9–21    |         |
| 25. Juni 18:00 | Kirsty Gilmour     | 2–0      | Vytautė Fomkinaitė | 21–14   | 21–11   |         |
| 26. Juni 17:00 | Elisa Wiborg       | 0–2      | Vytautė Fomkinaitė | 10–21   | 13–21   |         |
| 26. Juni 19:30 | Kirsty Gilmour     | 2–0      | Marie Batomene     | 21–12   | 21–10   |         |

#### Gruppe D
| Platz | Team                | Pld | W | L | MF | MA | MD | GF | GA | GD | PF  | PA  | PD  | Pts | Qualifikation |
| ----- | ------------------- | --- | - | - | -- | -- | -- | -- | -- | -- | --- | --- | --- | --- | ------------- |
| 1     | Evgeniya Kosetskaya | 3   | 3 | 0 | 0  | 0  | 0  | 6  | 0  | +6 | 126 | 63  | +63 | 3   | Q             |
| 2     | Lianne Tan          | 3   | 2 | 1 | 0  | 0  | 0  | 4  | 2  | +2 | 110 | 86  | +24 | 2   | Q             |
| 3     | Alesia Zaitsava     | 3   | 1 | 2 | 0  | 0  | 0  | 2  | 4  | −2 | 81  | 112 | −31 | 1   |               |
| 4     | Eleni Christodoulou | 3   | 0 | 3 | 0  | 0  | 0  | 0  | 6  | −6 | 70  | 132 | −62 | 0   |               |

| Datum          |                     | Ergebnis |                     | 1. Satz | 2. Satz | 3. Satz |
| -------------- | ------------------- | -------- | ------------------- | ------- | ------- | ------- |
| 24. Juni 13:40 | Evgeniya Kosetskaya | 2–0      | Lianne Tan          | 21–15   | 21–11   |         |
| 24. Juni 16:45 | Eleni Christodoulou | 0–2      | Alesia Zaitsava     | 13–21   | 15–21   |         |
| 25. Juni 11:15 | Lianne Tan          | 2–0      | Alesia Zaitsava     | 21–10   | 21–8    |         |
| 25. Juni 13:00 | Evgeniya Kosetskaya | 2–0      | Eleni Christodoulou | 21–7    | 21–9    |         |
| 26. Juni 18:00 | Evgeniya Kosetskaya | 2–0      | Alesia Zaitsava     | 21–11   | 21–10   |         |
| 26. Juni 18:20 | Lianne Tan          | 2–0      | Eleni Christodoulou | 21–8    | 21–18   |         |

#### Gruppe E
| Platz | Team            | Pld | W | L | MF | MA | MD | GF | GA | GD | PF  | PA  | PD  | Pts | Qualifikation |
| ----- | --------------- | --- | - | - | -- | -- | -- | -- | -- | -- | --- | --- | --- | --- | ------------- |
| 1     | Yvonne Li       | 3   | 3 | 0 | 0  | 0  | 0  | 6  | 0  | +6 | 126 | 86  | +40 | 3   | Q             |
| 2     | Airi Mikkelä    | 3   | 2 | 1 | 0  | 0  | 0  | 4  | 2  | +2 | 115 | 108 | +7  | 2   | Q             |
| 3     | Ágnes Körösi    | 3   | 1 | 2 | 0  | 0  | 0  | 2  | 4  | −2 | 103 | 120 | −17 | 1   |               |
| 4     | Rachael Darragh | 3   | 0 | 3 | 0  | 0  | 0  | 0  | 6  | −6 | 97  | 127 | −30 | 0   |               |

| Datum          |                 | Ergebnis |                 | 1. Satz | 2. Satz | 3. Satz |
| -------------- | --------------- | -------- | --------------- | ------- | ------- | ------- |
| 24. Juni 21:50 | Rachael Darragh | 0–2      | Ágnes Körösi    | 16–21   | 20–22   |         |
| 24. Juni 22:00 | Yvonne Li       | 2–0      | Airi Mikkelä    | 21–17   | 21–14   |         |
| 25. Juni 19:50 | Yvonne Li       | 2–0      | Rachael Darragh | 21–17   | 21–9    |         |
| 25. Juni 21:10 | Airi Mikkelä    | 2–0      | Ágnes Körösi    | 21–14   | 21–17   |         |
| 26. Juni 13:00 | Yvonne Li       | 2–0      | Ágnes Körösi    | 21–16   | 21–13   |         |
| 26. Juni 13:40 | Airi Mikkelä    | 2–0      | Rachael Darragh | 21–16   | 21–19   |         |

#### Gruppe F
| Platz | Team                      | Pld | W | L | MF | MA | MD | GF | GA | GD | PF | PA | PD  | Pts | Qualifikation |
| ----- | ------------------------- | --- | - | - | -- | -- | -- | -- | -- | -- | -- | -- | --- | --- | ------------- |
| 1     | Soraya de Visch Eijbergen | 2   | 2 | 0 | 0  | 0  | 0  | 4  | 0  | +4 | 84 | 41 | +43 | 2   | Q             |
| 2     | Maja Pavlinić             | 2   | 1 | 1 | 0  | 0  | 0  | 2  | 2  | 0  | 61 | 71 | −10 | 1   | Q             |
| 3     | Anastasiya Cherniavskaya  | 2   | 0 | 2 | 0  | 0  | 0  | 0  | 4  | −4 | 51 | 84 | −33 | 0   |               |

| Datum          |                          | Ergebnis |                           | 1. Satz | 2. Satz | 3. Satz |
| -------------- | ------------------------ | -------- | ------------------------- | ------- | ------- | ------- |
| 24. Juni 17:20 | Maja Pavlinić            | 0–2      | Soraya de Visch Eijbergen | 13–21   | 6–21    |         |
| 24. Juni 17:30 | Beatriz Corrales         | 2–0      | Anastasiya Cherniavskaya  | 21–16   | 21–8    |         |
| 25. Juni 09:00 | Beatriz Corrales         | 1–2      | Maja Pavlinić             | 21–19   | 18–21   | 16–21   |
| 25. Juni 10:30 | Anastasiya Cherniavskaya | 0–2      | Soraya de Visch Eijbergen | 13–21   | 9–21    |         |
| 26. Juni 17:15 | Anastasiya Cherniavskaya | 0–2      | Maja Pavlinić             | 18–21   | 11–21   |         |
| 26. Juni 18:45 | Beatriz Corrales         | w/o      | Soraya de Visch Eijbergen |         |         |         |

#### Gruppe G
| Platz | Team           | Pld | W | L | MF | MA | MD | GF | GA | GD | PF  | PA  | PD  | Pts | Qualifikation |
| ----- | -------------- | --- | - | - | -- | -- | -- | -- | -- | -- | --- | --- | --- | --- | ------------- |
| 1     | Neslihan Yiğit | 3   | 3 | 0 | 0  | 0  | 0  | 6  | 0  | +6 | 126 | 83  | +43 | 3   | Q             |
| 2     | Kristin Kuuba  | 3   | 2 | 1 | 0  | 0  | 0  | 4  | 3  | +1 | 124 | 125 | −1  | 2   | Q             |
| 3     | Linda Zechiri  | 3   | 1 | 2 | 0  | 0  | 0  | 2  | 5  | −3 | 120 | 139 | −19 | 1   |               |
| 4     | Mariya Ulitina | 3   | 0 | 3 | 0  | 0  | 0  | 2  | 6  | −4 | 148 | 163 | −15 | 0   |               |

| Datum          |                | Ergebnis |                | 1. Satz | 2. Satz | 3. Satz |
| -------------- | -------------- | -------- | -------------- | ------- | ------- | ------- |
| 24. Juni 11:15 | Mariya Ulitina | 1–2      | Kristin Kuuba  | 15–21   | 21–15   | 20–22   |
| 24. Juni 12:30 | Neslihan Yiğit | 2–0      | Linda Zechiri  | 21–16   | 21–16   |         |
| 25. Juni 19:30 | Linda Zechiri  | 0–2      | Kristin Kuuba  | 16–21   | 11–21   |         |
| 25. Juni 19:50 | Neslihan Yiğit | 2–0      | Mariya Ulitina | 21–12   | 21–15   |         |
| 26. Juni 15:45 | Neslihan Yiğit | 2–0      | Kristin Kuuba  | 21–13   | 21–11   |         |
| 26. Juni 16:30 | Linda Zechiri  | 2–1      | Mariya Ulitina | 21–23   | 21–17   | 21–15   |

#### Gruppe H
| Platz | Team            | Pld | W | L | MF | MA | MD | GF | GA | GD | PF  | PA  | PD  | Pts | Qualifikation |
| ----- | --------------- | --- | - | - | -- | -- | -- | -- | -- | -- | --- | --- | --- | --- | ------------- |
| 1     | Chloe Birch     | 3   | 3 | 0 | 0  | 0  | 0  | 6  | 1  | +5 | 138 | 98  | +40 | 3   | Q             |
| 2     | Sabrina Jaquet  | 3   | 2 | 1 | 0  | 0  | 0  | 5  | 2  | +3 | 140 | 102 | +38 | 2   | Q             |
| 3     | Sonia Gonçalves | 3   | 1 | 2 | 0  | 0  | 0  | 2  | 4  | −2 | 90  | 102 | −12 | 1   |               |
| 4     | Lia Šalehar     | 3   | 0 | 3 | 0  | 0  | 0  | 0  | 6  | −6 | 60  | 126 | −66 | 0   |               |

| Datum          |                                    | Ergebnis |                 | 1. Satz | 2. Satz | 3. Satz |
| -------------- | ---------------------------------- | -------- | --------------- | ------- | ------- | ------- |
| 24. Juni 09:00 | Chloe Birch                        | 2–1      | Sabrina Jaquet  | 11–21   | 22–20   | 21–15   |
| 24. Juni 09:40 | Sonia Gonçalves                    | 2–0      | Lia Šalehar     | 21–5    | 21–13   |         |
| 25. Juni 16:00 | Sabrina Jaquet                     | 2–0      | Lia Šalehar     | 21–10   | 21–16   |         |
| 25. Juni 18:30 | Chloe Birch Vereinigtes Königreich | 2–0      | Sonia Gonçalves | 21–14   | 21–11   |         |
| 26. Juni 17:00 | Chloe Birch                        | 2–0      | Lia Šalehar     | 21–5    | 21–11   |         |
| 26. Juni 18:20 | Sabrina Jaquet                     | 2–0      | Sonia Gonçalves | 21–14   | 21–8    |         |

### Endrunde
|  | Achtelfinale | Achtelfinale              | Achtelfinale | Achtelfinale | Achtelfinale |  |  | Viertelfinale | Viertelfinale       | Viertelfinale | Viertelfinale | Viertelfinale |  |   | Halbfinale          | Halbfinale | Halbfinale | Halbfinale | Halbfinale |  |  | Finale | Finale | Finale | Finale | Finale |
|  |              |                           |              |              |              |  |  |               |                     |               |               |               |  |   |                     |            |            |            |            |  |  |        |        |        |        |        |
|  | 1            | Line Kjærsfeldt           | 21           | 21           |              |  |  |               |                     |               |               |               |  |   |                     |            |            |            |            |  |  |        |        |        |        |        |
|  |              | Airi Mikkelä              | 12           | 5            |              |  |  | 1             | Line Kjærsfeldt     | 21            | 12            | 21            |  |   |                     |            |            |            |            |  |  |        |        |        |        |        |
|  | 7            | Neslihan Yiğit            | 21           | 21           |              |  |  | 7             | Neslihan Yiğit      | 15            | 21            | 16            |  |   |                     |            |            |            |            |  |  |        |        |        |        |        |
|  |              | Martina Repiská           | 16           | 15           |              |  |  |               |                     |               |               |               |  | 1 | Line Kjærsfeldt     | 21         | 16         | 8          |            |  |  |        |        |        |        |        |
|  | 3            | Kirsty Gilmour            | 21           | 21           |              |  |  |               |                     |               |               |               |  | 3 | Kirsty Gilmour      | 13         | 21         | 21         |            |  |  |        |        |        |        |        |
|  |              | Lianne Tan                | 13           | 16           |              |  |  | 3             | Kirsty Gilmour      | 20            | 21            | 21            |  |   |                     |            |            |            |            |  |  |        |        |        |        |        |
|  |              | Soraya de Visch Eijbergen | 16           | 21           | 13           |  |  |               | Sabrina Jaquet      | 22            | 17            | 13            |  |   |                     |            |            |            |            |  |  |        |        |        |        |        |
|  |              | Sabrina Jaquet            | 21           | 16           | 21           |  |  |               |                     |               |               |               |  | 3 | Kirsty Gilmour      | 16         | 17         |            |            |  |  |        |        |        |        |        |
|  |              | Kristin Kuuba             | 13           | 21           | 11           |  |  |               |                     |               |               |               |  | 2 | Mia Blichfeldt      | 21         | 21         |            |            |  |  |        |        |        |        |        |
|  | 5            | Yvonne Li                 | 21           | 14           | 21           |  |  | 5             | Yvonne Li           | 10            | 13            |               |  |   |                     |            |            |            |            |  |  |        |        |        |        |        |
|  |              | Maja Pavlinić             | 7            | 11           |              |  |  | 4             | Evgeniya Kosetskaya | 21            | 21            |               |  |   |                     |            |            |            |            |  |  |        |        |        |        |        |
|  | 4            | Evgeniya Kosetskaya       | 21           | 21           |              |  |  |               |                     |               |               |               |  | 4 | Evgeniya Kosetskaya | 14         | 11         |            |            |  |  |        |        |        |        |        |
|  |              | Marie Batomene            | 15           | 15           |              |  |  |               |                     |               |               |               |  | 2 | Mia Blichfeldt      | 21         | 21         |            |            |  |  |        |        |        |        |        |
|  | 8            | Chloe Birch               | 21           | 21           |              |  |  | 8             | Chloe Birch         | 11            | 13            |               |  |   |                     |            |            |            |            |  |  |        |        |        |        |        |
|  |              | Ksenia Polikarpova        | 9            | 23           | 17           |  |  | 2             | Mia Blichfeldt      | 21            | 21            |               |  |   |                     |            |            |            |            |  |  |        |        |        |        |        |
|  | 2            | Mia Blichfeldt            | 21           | 21           | 21           |  |  |               |                     |               |               |               |  |   |                     |            |            |            |            |  |  |        |        |        |        |        |